# Black Christmas (film, 1974)
Cet article concerne le film original de Bob Clark. Pour le remake de 2006, voir Black Christmas (film, 2006). Pour le remake de 2019, voir Black Christmas (film, 2019).
Pour les articles homonymes, voir Black Christmas.
Pour plus de détails, voir Fiche technique et Distribution.
Black Christmas ou Noël Tragique au Québec est un film de Noël horrifique canadien réalisé par Bob Clark, sorti en 1974.
Le film se déroule pendant la période de Noël, dans une résidence étudiante de filles, où quelques-unes des pensionnaires ne partent pas rejoindre leurs familles respectives pour les fêtes et restent sur place. Lors d'une soirée, de sordides appels téléphoniques anonymes troublent leur quiétude. Si elles préfèrent ne pas les prendre au sérieux dans un premier temps, une des leurs disparaît mystérieusement, et le corps d'une adolescente est retrouvée non loin de là par la police. Certaines des pensionnaires se mettent à la recherche de leur amie, mais pendant ce temps, dans la résidence, les cadavres s'empilent, et la police demeure extrêmement incompétente. Alors que les étranges coups de fil se poursuivent au beau milieu de ce remue-ménage, certaines des jeunes filles se retrouvent seules dans la résidence. Enfin, pas si seules que ça.

## Synopsis
Un homme (au visage non montré) grimpe au mur d’une maison de sororité (résidence étudiante de jeunes filles), où une fête de Noël est en cours, et pénètre dans le grenier. Le téléphone de la résidence sonne alors. L’étudiante Jess Brafdord répond : c’est un appel obscène d’un anonyme qui a déjà appelé et que les étudiantes ont surnommé « le Gémisseur ». Jess et les autres étudiantes l'écoutent délirer et hurler avec des voix étranges mentionnant un certain "Billy", avant de les menacer de les tuer. Bouleversée par l’appel, une étudiante plus jeune, Clare Harrison décide de monter dans sa chambre faire sa valise. Là, à l’insu du reste de la résidence, elle est étouffée et tuée par l’intrus qui s’était caché dans le placard.
Le lendemain matin, le père de Clare Harrison se rend à la résidence, affirmant que sa fille ne l’a pas rejoint devant l'université comme prévu. L'intendante de la résidence, Mme MacHenry, propose à M. Harrison de l’aider à chercher sa fille. Jess annonce à son petit ami Peter qu’elle est enceinte et l'informe qu’elle va avorter, ce qui provoque sa colère. De retour à la résidence, Jess reçoit un nouvel appel anonyme, mentionnant cette fois un bébé. Pendant ce temps, M. Harrison et deux étudiantes, Barb et Phyl, signalent la disparition de Clare au sergent Nash, qui refuse de les prendre au sérieux, jusqu’à ce que Chris Hayden, le petit ami de Clare, fasse irruption et exige qu'on agisse.
On apprend également qu'une autre adolescente de 13 ans, Janice Quaife est également portée disparue.
Peter, déçu par sa prestation ratée lors d'un récital, démolit de rage son piano à queue.
Une battue est organisée le soir même pour retrouver Clare, à laquelle participent M. Harrison, Chris et la plupart des membres de la sororité. Juste avant que Phyl ne quitte la maison, Mme MacHenry la prévient qu'elle doit aller chez sa famille pour Noël. Alors que les recherches se poursuivent, Mme MacHenry, qui s'apprêtait à partir, entend les miaulement d'un chat en provenance du grenier. Croyant qu'il s'agit du chat de la résidence, Claude, elle monte par l'échelle et découvre le corps de Clare, assise sur un fauteuil à bascule, avant que le tueur ne l’assassine à son tour à l’aide d’un crochet de grue.
Pendant la battue, le corps de Janice est découvert, tandis que Clare Harrison reste introuvable.
De retour à la pension étudiante, Jess reçoit un nouvel appel anonyme, et elle alerte la Police. Quelqu'un descend alors les escaliers. C'est Peter, avec qui elle avait rendez-vous, qui vient tenter de la convaincre de renoncer à l'avortement. Il lui propose le mariage, mais elle refuse. En colère contre Jess, Peter  la traite "d'égoïste", et la menace. A ce moment, le lieutenant Fuller arrive. Il est accompagné d'un technicien qui met le téléphone sur écoute afin d'identifier l'auteur des appels anonymes. Ce dernier demande aux deux jeunes femmes de garder en ligne le plus longtemps possible l'auteur des appels.
Après le départ des deux hommes, Jess entend Barb en pleine crise d'asthme à l'étage. Barb dit avoir rêvé qu'un homme entrait dans sa chambre. Jess tente de la rassurer. Alors que Barb se rendort, un groupe de chanteurs de Noël apparaît devant la porte. Pendant que Jess descend les écouter, le tueur revient dans la chambre de Barb et l'appelant "Agnès", la poignarde à plusieurs reprises à l'aide d'une tête de licorne en verre, tandis que ses cris sont couverts par les voix des petits chanteurs.
Peu après, Jess reçoit un nouvel appel, dans lequel l’appelant prend plusieurs voix différentes, d'abord une dispute entre une "Agnès" et un "Billy", avant de reproduire un passage de sa dispute avec Peter. Fuller la contacte pour lui dire que la tentative de localisation de l’appel a échoué, mais pose des questions au sujet de Peter. Il doit raccrocher du fait d'une altercation dans le commissariat. Jess confie à Phyl qu'elle soupçonne Peter d'être l'auteur des appels anonymes.
Au cours de la nuit, un second appel a lieu, c'est Peter qui, en pleurs, supplie Jess de ne pas "tuer le bébé". Le lieutenant Fuller qui a écouté l'appel, demande à Jess des explications, et elle obtempère. Le lieutenant explique à Jess qu'il soupçonne maintenant Peter d'être l'auteur des appels. Mais Jess se rappelle que Peter était présent dans la maison lors d'un de ces appels, immédiatement après la battue.
Alors que Phyl est dans la cuisine, elle est surprise par deux hommes armés à la fenêtre. Ce sont des volontaires locaux qui font des rondes de nuit après la découverte de la petite fille assassinée. Les filles décident de se barricader dans la maison. Rassurée, Phyl décide d'aller se coucher. En chemin, elle s'arrête pour s'assurer que Barb va bien. Alors qu'elle entre dans la chambre, le tueur, caché derrière la porte, la referme soudainement.
Tandis que que le lieutenant Fuller découvre le piano démoli de Peter, un appel est passé visiblement depuis le téléphone de la chambre de l'intendante Mme MacHenry. Jess reçoit un nouvel appel obscène. Le lieutenant se rue dans sa voiture pour essayer de localiser sa provenance. Le technicien chargé de retracer l'appel donne au lieutenant l'adresse du 6, rue Belmont. C'est précisément l'adresse de la résidence d'où les jeunes femmes reçoivent ces appels. D'abord incrédule, Fuller réalise alors que les appels proviennent bel et bien de l'intérieur de la maison. Le lieutenant tente d'appeler l'agent en faction devant la résidence, en vain, car celui-ci a été égorgé dans sa voiture. Il ordonne alors au sergent Nash d'appeler à la résidence. Jess décroche. Le sergent Nash lui ordonne de quitter immédiatement la maison, car les appels proviennent de l’intérieur.
Jess tente d'appeler Phyl et Barb afin de les prévenir, mais personne ne lui répond. Jess se résout à monter à l'étage, armée d'un tisonnier. Elle ouvre la porte de la chambre de Barb et découvre les cadavres des deux jeunes femmes. Elle entend alors quelqu'un derrière la porte chanter une comptine, et aperçoit l'œil du tueur qui l'observe à travers l'espace entre le cadre et la porte. Elle referme violemment la porte sur le tueur, qui pousse un cri de douleur, puis dévale les escaliers. Mais la porte d'entrée verrouillée lui résiste, tandis qu'elle voit l'ombre du tueur descendre les escaliers à son tour. Jess tente de fuir dans la cuisine mais le tueur la saisit par les cheveux. Elle réussit à se dégager et parvient à s'enfermer dans la cave. Le tueur tente de forcer la porte, sans succès, puis semble s'éloigner. Peu après, cependant, quelqu'un enfonce la fenêtre de la cave. C'est Peter. Celui-ci s’approche lentement de Jess, lui demandant avec inquiétude si elle va bien, tandis qu'elle serre contre elle le tisonnier. Au même moment, les policiers découvrent le corps de l'agent de faction, puis entendent les cris de Jess. Ils la retrouvent à moitié inconsciente, serrant sont tisonnier, le corps ensanglanté et sans vie de Peter reposant sur ses genoux.
Les policiers concluent que la culpabilité de Peter ne fait plus aucun doute. Quant à Jess, un puissant calmant lui a été administré. En attendant qu'elle se réveille, et tandis que ses parents font route pour venir la chercher, elle se retrouve dormant seule dans sa chambre. La Police quitte les lieux, à l'exception d'un policier en faction à l'extérieur.
Dans la maison vide, une comptine se fait entendre depuis le grenier, où les corps de Clare et de Mme MacHenry sont toujours dissimulés : "Agnès, c'est moi, Billy" dit une voix. La caméra s'éloigne de la maison. Pendant le générique, le téléphone de la maison se met à sonner.

## Fiche technique
- Titre original et français : Black Christmas
- Titre québécois : Noël Tragique
- Réalisation : Bob Clark
- Scénario : A. Roy Moore
- Musique : Carl Zittrer
- Direction artistique : Karen Bromley
- Costumes : Debi Weldon
- Photographie : Reginald H. Morris
- Montage : Stan Cole
- Production : Bob Clark, Gerry Arbeid, Richard Schouten et Findlay Quinn
- Sociétés de production : August Films, Canadian Film Development Corporation et Famous Players
- Budget : 686 000 dollars canadiens (450 000 euros)[réf. nécessaire]
- Pays d'origine :  Canada
- Format : couleur - 1,37:1 - Mono - 35 mm
- Genre : horreur slasher
- Durée : 98 minutes
- Dates de sortie :
  - Canada : 11 octobre 1974
- Film interdit aux moins de 18 ans lors de sa sortie en salle, puis interdit aux moins de 16 ans. Il est interdit aux moins de 12 ans aujourd'hui.

## Distribution
- Olivia Hussey (VQ : Élizabeth Lesieur) : Jessica Bradford
- Keir Dullea : Peter Smythe
- Margot Kidder : Barbie « Barb » Coard (Barbara en VF)
- John Saxon (VQ : Vincent Davy) : le lieutenant Kenneth Fuller
- Andrea Martin : Phyllis Carlson
- Marian Waldman : Mme Mac
- James Edmond : M. Harrison
- Lynne Griffin : Clare Harrison
- Leslie Carlson : Bill Graham
- Doug McGrath (VQ : Ronald France) : le sergent Nash
- Art Hindle (en) (VQ : Marc Bellier) : Chris Hayden
- Michael Rapport : Patrick
- Martha Gibson : Mme Quaife
- John Rutter : le détective Wynman
- Robert Warner : le docteur Tronchdaiguille

Version Québécoise sur doublage.qc.ca.

## Production

### Attribution des rôles
Les rôles de Mme Mac et Peter avaient tout d'abord été proposés à Bette Davis et Malcolm McDowell. Le rôle du lieutenant Fuller aurait dû être joué par Edmond O'Brien, mais en raison de problèmes de santé, il fut remplacé à la dernière minute par John Saxon.

### Tournage
Le tournage a lieu entre le 25 mars et le 11 mai 1974 à Toronto et l'université de Toronto, au Canada.

### Musique
- Silent Night
- O, Come All Ye Faitful
- Jingle Bells
- It's the Most Wonderful Time of the Year
- Black Christmas Killer's Theme
- Tubular Bells de Mike Oldfield

## Autour du film
- C'est le tout premier film à avoir bénéficié d’un doublage québécois.
- Keir Dullea n'a travaillé qu'une seule semaine sur le tournage, il n'a jamais rencontré Margot Kidder, et que très brièvement John Saxon, mais le montage a été effectué de telle sorte qu'il donne l'impression d'être présent une majeure partie du film.
- Les appels téléphoniques obscènes ont été effectués par plusieurs personnes, notamment par le réalisateur Bob Clark lui-même et l'acteur Nick Mancuso.
- Black Christmas est très souvent reconnu étant comme le premier « vrai » slasher. Même si le boogeyman de celui-ci ne tue pas principalement à l'arme blanche, comme souvent dans le genre, et ne porte pas de masque (mais l'on ne voit jamais son visage, toujours caché dans l'obscurité), il s'attaque à un groupe d'étudiants lors d'un événement spécial du calendrier, et sa proie principale est une femme. En tout cas, ce film a directement influencé John Carpenter pour Halloween, La Nuit des masques (notamment les plans subjectifs à travers les yeux du tueur) et Wes Craven pour Scream (le psychopathe harcelant ses victimes au téléphone avant de passer à l'acte). L'idée d'un tueur qui passe ses appels depuis l'habitation même de ses victimes fut également reprise par Fred Walton dans son Terreur sur la ligne (1979).

## Remakes
Le film fait l'objet d'un remake, également titré Black Christmas, et réalisé par Glen Morgan en 2006. Dans cette nouvelle version, l'histoire et la personnalité du boogeyman sont davantage mises en lumière.
Un autre remake est sorti le 13 décembre 2019 dans les salles canadiennes et américaines.

## Distinctions

### Récompenses
- Canadian Film Awards 1975 :
  - Meilleure actrice pour Margot Kidder
  - Meilleur montage son pour Kenneth Heeley-Ray

### Nominations
- Académie des films de science-fiction, fantastique et horreur 1976 : Meilleur film d'horreur
- Mystery Writers of America 1976 : Prix Edgar-Allan-Poe du meilleur film